# Crux gemmata
Crux gemmata (latinsko za križ z dragulji) je oblika križa, značilna za zgodnjekrščansko in zgodnjo srednjeveško umetnost, kjer je križ ali vsaj njegova sprednja stran v glavnem okrašena z dragulji. V dejanskem križu, namesto naslikani podobi enega, ima hrbtna stran pogosto vgravirane podobe Jezusovega križanja ali drugih predmetov.
Primeri kovinskih del so križ Justina II. (6. stoletje, v Vatikanskih muzejih), "zmečkan križ" v Staffordshirkem zakladu (8. stoletje), Lotarjev križ (10. stoletje, Aachenska stolnična zakladnica), iberski križ angelov in križ zmage ter Congov križ (1120-ih?, Narodni muzej Irske).

## Zgodovina uporabe
V poznoantičnem in zgodnjem srednjeveškem obdobju so bili številni predmeti velikega pomena, kot so relikviariji, posuti z dragulji v slogu, ki je bil v zadnjih stoletjih omejen na krone in druge regalije za kronanje ter majhne kose nakita. Pri križu je bila takšna okrasitev še posebej pogosta, križ z dragulji pa je posebna vrsta, ki je bila predstavljena v barvah, mozaiku, izrezljani slonovini in drugih medijih. Križ ima zelo pogosto razpršene konce na krakih, vendar so razmerja navpične in vodoravne osi v celoti odvisna od potreb kompozicije in se zelo razlikujejo. Pendilija ali viseči dragulji ali okraski lahko visijo iz krakov, zlasti črke Alfa in Omega v zlati obliki. Motiv je prvič viden na fragmentu sarkofaga iz poznega 4. stoletja; razprti konci krakov so prisotni že od najzgodnejših primerov.
Na upodobitvah križa, kot je tisti v mozaiku v Santa Pudenziani v Rimu (384–389), stoji križ z dragulji na hribu ali na hribu z ozadjem panoramskega razgleda, ki predstavlja Jeruzalem, sam križ pa predstavlja Novi Jeruzalem ali "nebeško mesto". Križ z dragulji je služil tudi kot simbol krščanske različice Drevesa življenja, še posebej, ko so prikazani kraki, iz katerih visijo poganjki. Staffordshirski zaklad 'zmečkan križ' ima liste vinske trte, ki se kažejo na vogalih in predstavlja Jezusovo trto. Včasih je prikazan na nasipu, ki predstavlja raj, s štirimi rekami, ki tečejo po njem (štiri reke so bile razumljene kot predstavljanje štirih evangelijev); stopničasta osnova predstavlja hrib v dejanskih križih ali bolj omejenih upodobitvah. Povezava križa na splošno z Drevesom življenja se pogosto pojavlja v hvalnicah pesnika Venancija Fortunata. Sharp (2016) je pokazal, da preplet na sprednji strani križa Staffordshirskega zaklada ustreza reki ali drevesu življenja, opisanemu v Razodetju Raz 22,1-2.
Uporaba velikih križev z dragulji kot procesijskih in vojaških križev izvira iz zmage Konstantina nad njegovim tekmecem Maksencijem v bitki pri Milvijskem mostu pred Rimom leta 312 n. št.. Vizija Konstantina je privedla do tega, da je izdelal velik procesijski križ, okrašen z zlatimi dragulji in da so ga krščanske vojske sprejele za standard.
Večji del obdobja je velik križ z dragulji zapisan, da krasi domnevno mesto križanja, okoli katerega je bila zgrajena cerkev svetega groba. Predstavil ga je vzhodni cesar Teodozij II. (vladal 408–450). Cesarica Helena, Konstantinova mati v zgodnjem 4. stoletju, naj bi odkrila del pravega križa, v času, ko se je zanimanje za križ povečalo, deloma zaradi tega, da ga je kot merilo uporabljala rimska vojska pod njenim sinom Konstantinom.
Paradoks, pri katerem je instrument usmrtitve sredstvo Kristusovega zmagoslavja pri vstajenju, ostaja do danes osrednja tema krščanske pobožnosti, križ z dragulji pa je bil ena njegovih prvih vizualnih manifestacij.
Čeprav je jasno, da je bil križ povezan s kristjani že v zelo zgodnjem obdobju in so znamenje križa naredili kristjani, ga le redko vidimo v najzgodnejši krščanski umetnosti, kot je tista v rimskih katakombah, kjer je le okoli 20 križev, čeprav je bilo sidro, ki se pojavlja pogosteje, prikrit simbol križa. Pojavil se je odpor do upodobitev križa s Kristusovim telesom na njem, praksa, ki se je začela šele v 5. stoletju, pogostejša pa je postala v 6.
Ena najzgodnejših upodobitev prizora križanja precej nenavadno prikazuje tri križe evangeljskih poročil, z dvema tatovoma, ki visita na njih, toda s Kristusom, ki stoji ob njegovem vznožju. V hudih kristoloških sporih tega obdobja so monofiziti, ki so zavračali Kristusovo človeško naravo, nasprotovali upodobitvi njegovega telesa na križu, kar je vplivalo na uporabo praznega križa, zlasti na območjih pod bizantinskim nadzorom, kot je Ravena, kjer je več cesarjev imelo monofizitske simpatije. Nestorijanci, druga heretična sila nasprotnega prepričanja, so pomagali popularizirati podobe Kristusa na križu.
V tako imenovanih "mističnih" podobah, kot je mozaik apside v baziliki sv. Apolinarija, Classe, Ravena (549), je križ z dragulji izrecno simbol Kristusa. Pesem sv. Paulina Nolskega omogoča rekonstrukcijo mozaične apside, ki jo je (kot škof) naročil v baziliki sv. Feliksa Nolskega v Cimitileju v začetku 5. stoletja. Prikazana je bila celotna Trojica, ki jo predstavlja Božja roka za Boga Očeta na vrhu, nad velikim crux gemmata z zvezdami v okroglem okvirju, tako zelo podobnim sv. Apolinariju v Classe, in pod njim golob za svetega Duha. Na dnu polkupole je bilo dvanajst jagnjet, po šest na vsaki strani, z Božjim jagnjetom na dvignjenem griču v sredini, ki gleda navzgor. Spodnji del mozaika v Santa Pudenziani v Rimu je prvotno imel s tem tudi spodnji nivo.
Crux gemmata je običajno viden na kovancih, ki jih pogosto drži lik Zmage, zlasti v Vzhodnem cesarstvu. Druga pogosta vrsta bizantinskega kovanca prikazuje križ s stopničastim dnom, ki ga je treba razumeti kot crux gemmata, čeprav merilo običajno ne dopušča nobenih navedb draguljev.
V nasprotju s trditvijo Dana Browna v Da Vincijevi šifri za križ ni značilno, da ima trinajst draguljev, čeprav, ko jih ima, verjetno simbolizira Jezusa Kristusa in njegovih dvanajstih apostolov. Mozaik apside v baziliki svetega Pavla zunaj obzidja (ok. 1220) ima primer s trinajstimi dragulji, a primerki iz prvega tisočletja jih imajo praviloma več. Izraza crux gemmata ni običajno uporabljati za križe iz novejših obdobij, zlasti za majhne križe, ki spadajo v kategorijo nakita.
- Santa Pudenziana, Rim, mozaik apside, 384-9
- Crux gemmata iz otoškega iluminiranega rokopisa
- Apsida, polkupola v mozaiku, bazilika Sant' Apollinare in Classe, Ravenna (549)[16]
- Dvig križa iz Sijajni horarij vojvode Berrijskega, ok. 1410
- Križ Peñalba
- Križ angelov
- Križ zmage